# نیم کارولی بابا
‎
نیم کارولی بابا (هندی: नीम करौली बाबा) یا نیب کاروری بابا (هندی: नीब करौरी बाबा) (ح. 1900 - ۱۱ سپتامبر ۱۹۷۳)، که در نزد پیروانش به نام ماهاراجی شناخته می‌شود، یک گورو هندو و ایثارگر خدای هندو هانومان بود. او در خارج از هند به عنوان استاد معنوی تعدادی از آمریکایی‌ها که در دهه ۱۹۶۰ و ۷۰ به هند سفر کرده‌اند شناخته شده است، مشهورترین آنها معلمان عرفانی رام داس و بهگوان داس و موسیقی‌دان کریشنا داس و جای اوتال است. آشرام او در نینیتال، ورینداوان، ریشیکش، شیملا، روستای چریش کارولی نزدیک خیماس پور در فرخ‌آباد، بومیادار، هانومنگاری، دهلی در هند و در تائوس، نیومکزیکو، ایالات متحده است.

## زندگی‌نامه

### اوایل زندگی
لکشمن داس شرما در حدود ۱۹۰۰ در روستای اکبرپور (بخش فیض‌آباد)در اوتار پرادش هند به دنیا آمد. والدینش او را در سن ۱۱ سالگی به ازدواج دادند. او سپس خانه را ترک کرد تا عارِف شود. او بعدها به درخواست پدرش به خانه بازگشت تا یک زندگی زناشویی قطعی داشته باشد. او پدر دو پسر و یک دختر بود.

### به عنوان ماهاراجی
نیم کارولی بابا، که در آن زمان به بابا لاکشمن داس معروف بود (یا «لاکسمن داس»)، در سال ۱۹۵۸ خانه خود را ترک کرد. رام داس داستانی را روایت می‌کند که بابا لاکشمن داس سوار قطار بدون بلیط شد و مسئول بلیط تصمیم گرفت قطار را متوقف کرده و نیم کارولی بابا را مجبور به ترک قطار در روستای نیم کارولی، فرخ‌آباد (اوتار پرادش) کند. پس از پیاده‌کردن او، مسئول قطار دریافت که قطار دوباره راه نمی‌افتد. پس از چندین بار تلاش برای راه اندازی قطار، کسی به مسئول پیشنهاد کرد که اجازه دهند نیم کارولی بابا دوباره وارد قطار شود. او به دو شرط با سوار شدن به قطار موافقت کرد: ۱) شرکت راه‌آهن قول ساخت ایستگاهی در روستای نیم کارولی بدهد (در آن زمان روستاییان مجبور بودند مایل‌ها تا نزدیکترین ایستگاه را پیاده‌روی کنند) و ۲) شرکت راه‌آهن از این پس باید با مرتاض‌ها رفتار بهتری داشته باشید. مسئولان موافقت کردند و نیم کارولی بابا سوار قطار شد و به شوخی گفت: "چه چیزی! آیا به من بستگی دارد که قطارها را راه اندازی کنم؟" بلافاصله پس از سوار شدن به قطار، موتور آغاز به کار کرد، اما رانندگان قطار حرکت نمی‌کردند مگر اینکه ماهاراجی به آنها برکت دهد که به جلو حرکت کنند. بابا نعمت خود را داد و قطار پیش رفت. بعداً یک ایستگاه قطار در روستای نیم کارولی ساخته شد. بابا مدتی در روستای نیم کارولی زندگی کرد و محلی‌ها نام او را به نام این روستا گذاشتند.
پس از آن او به‌طور گسترده در سراسر شمال هند گشت. در این مدت او را با نامهای زیادی می‌شناختند، از جمله: لاکشمن داس، هندی والله بابا و تیکونیا والا بابا. در زمانی که او در موروی، گجرات به ریاضت و سادانا مشغول بود با نام تالایا بابا شناخته می‌شد. در ورینداوان، ساکنان محلی او را با نام چاماتکاری بابا ("بابای معجزه) خطاب می‌کردند. در طول زندگی او دو آشرام اصلی ساخته شد، ابتدا در ورینداوان و بعداً در کاینچی، جایی که او ماه‌های تابستان را در آنجا می‌گذراند. با گذشت زمان، بیش از ۱۰۰ معبد به نام وی ساخته شد.
آشرام واقع در کاینچی، جایی که او در دهه آخر عمر خود در آنجا زندگی می‌کرد، در سال ۱۹۶۴ با یک معبد هانومان ساخته شده است. این کار دو سال قبل با یک سکوی متوسط که برای اجرای دو مرتاض محلی پرمی بابا و سمباری ماهاراج ساخته شده بود برای اجرای یغنا آغاز شد. این معبد که ۱۷ کیلومتری نایینیتال در جاده نایینیتال- آلمورا واقع است، در طول سالها به زیارتی مهم برای مردم محلی و همچنین جویندگان معنوی و فدائیان در سراسر جهان تبدیل شده است. هر ساله در ۱۵ ژوئن، مراسم (باندارا) کاینچی دام به منظور بزرگداشت افتتاح معبد برگزار می‌شود، جشنی که معمولاً بیش از یک هزار نفر از ایثارگران را به خود اختصاص می‌دهد.

### مرگ
ماهاراجی در ساعت‌های اولیه صبح ۱۱ سپتامبر ۱۹۷۳ در بیمارستانی در ورینداوان، هند پس از افتادن در کما دیابتی درگذشت. او در آگرا با یک متخصص قلب به علت درد در قفسه سینه‌اش بازدید کرده بود و با قطار شب به نینیتال بازمی‌گشت. او و همراهانش در ایستگاه راه‌آهن ماتورا پیاده شدند و در آنجا شروع به تشنج کرد و خواستار انتقال به شری دهام ورینداوان شد.
او را به اورژانس بیمارستان منتقل کردند. در بیمارستان، دکتر به او آمپول زد و ماسک اکسیژن را روی صورتش گذاشت. کارکنان بیمارستان گفتند که او در کمای دیابتی است اما نبضش خوب است. در همین حال ماهاراجی ماسک اکسیژن را از روی صورتش و باند اندازه‌گیری فشار خون را از روی بازویش بلند کرد و گفت: "بکار (بی فایده است)". ماهاراجی سپس آب گانگا خواست اما چون چیزی نبود، برایش آب معمولی آوردند. وی سپس چندین بار تکرار کرد، "Jaya Jagadish Hare" ("درود بر پروردگار جهان")، هر بار با گامی پایین‌تر. چهره او بسیار آرام و صلح‌آمیز شد و همه نشانه‌های درد ناپدید شدند. او مرده بود.
متعاقباً، آرامگاه صمدی وی در داخل مجموعه اشرم ورینداوان ساخته شد که دارای برخی از وسایل شخصی وی نیز می‌باشد.

## واژه‌نامه
1. ↑  Lakshman Das Sharma (لکشمن داس شرما)
2. ↑  Neem Karoli Baba
3. ↑  Neeb Karori Baba
4. ↑  Maharaj-ji یا ماهاراج جی
5. ↑  Laxman Das